# Abseilachter

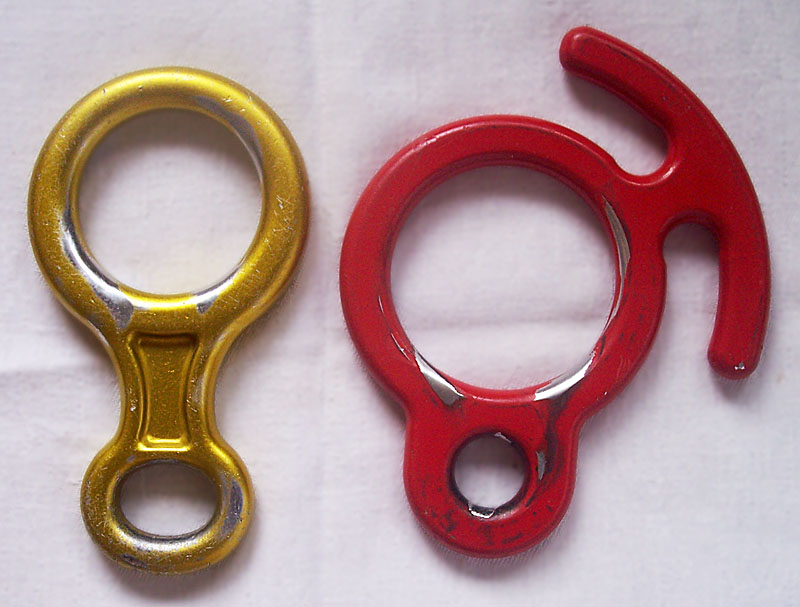
Ein Standard-Abseilachter (links) und eine Variante mit zusätzlichen Umlenkmöglichkeiten zur Variation der Seilreibung (rechts)

Der Abseilachter ist ein Abseil- und Sicherungsgerät, das vor allem beim Klettern benutzt wird, aber auch bei anderen Tätigkeiten, bei denen abgeseilt wird. In seiner gebräuchlichsten Form besteht er aus einer etwa 15 bis 20 cm großen Acht aus gesenkgeschmiedetem Aluminium. Daneben existieren zahlreiche Spezialformen, deren Form auf bestimmte Einsatzzwecke hin optimiert ist.

## Abseilen

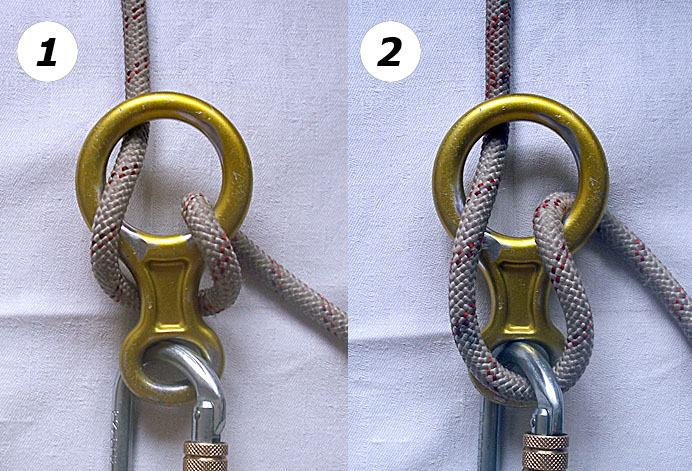
Seilverlauf bei üblicher Benutzung (links) und als „schnelle Acht“ mit geringerer Bremswirkung (rechts). Das Bremsseil ist in beiden Fällen das nach rechts unten aus dem Bild verlaufende Seilende.

### Klettern
Das Kletterseil wird so um den Abseilachter und durch dessen große Öse geführt, dass die Reibung des Seils ausreicht, um den Kletterer so zu bremsen, dass ein sicheres Abseilen möglich ist. Der Abseilachter ist dabei mit seiner kleinen Öse mit einem Schraubkarabiner am Klettergurt befestigt.
Das Abseilen mit dem Abseilachter gilt heute als universelle und sichere Abseilmethode und hat ältere Techniken wie den Dülfersitz verdrängt.

### Canyoning
Beim Canyoning wird der Abseilachter ebenfalls zum Abseilen verwendet. Allerdings ist die Bremswirkung bei einem nassen Seil deutlich größer. Ausgeglichen wird dies dadurch, dass das Seil anders um den Abseilachter gelegt wird, um eine geringere Reibung zu erzeugen. Die durch den großen Ring gezogene Schlaufe wird nicht um den Mittelsteg gelegt, sondern in den Karabiner gehängt, in dem auch der Achter selbst hängt. Diese Technik, die auch als „schnelle Acht“ bezeichnet wird, verhindert zudem ein Umschlagen des Seiles in den Ankerstich und somit ein ungewolltes Blockieren des Seiles.

## Klettersicherung
Neben der Verwendung beim Abseilen fand der Achter auch eine große Verbreitung als Sicherungsgerät vor allem beim Sportklettern. Hierbei wird die Reibung des Seils im und am Abseilachter genutzt, um die Sturzenergie und die daraus resultierenden Kräfte zu reduzieren. Obwohl er heute zunehmend von den moderneren Tubes und halbautomatischen Sicherungsgeräten wie dem Grigri abgelöst wird, trifft man ihn je nach Region teilweise immer noch recht häufig an.

### Generelle Problematik
Trotz seiner großen Verbreitung gibt es bei der Verwendung des Abseilachters als Sicherungsgerät einige Einschränkungen und Kritikpunkte:
Damit der Achter seine maximale Bremskraft erreicht, müssen Brems- und Lastseil in entgegengesetzten Richtungen aus der großen Öse des Achters herauslaufen. Selbst in diesem Fall hat der Achter im Vergleich zu anderen Sicherungsgeräten eine geringe Bremswirkung von 2,0 bis 2,5 kN. Die Halbmastwurfsicherung (HMS) entwickelt im Vergleich dazu bei gleichem Seilverlauf 2,7 kN Bremskraft. Dies bewirkt, dass der Sichernde beim Achter mehr Handkraft benötigt, um dieselbe Bremskraft zu erreichen, weshalb Kindern und unerfahrenen Kletterern vom Sichern mit dem Achter abgeraten wird.
Laufen beide Seilstränge in dieselbe Richtung aus dem Achter heraus, so beträgt die Bremskraft nur noch 1,3 bis 1,5 kN (3,5 kN beim HMS in gleicher Konfiguration). Diese Situation kann bei der Verwendung des Achters in Mehrseillängenrouten in zwei Fällen auftreten:
- Wird der Achter vom Vorsteiger benutzt, um einen Nachsteiger von oben her zu sichern, so läuft das Sicherungsseil von unten in den Achter hinein und das Bremsseil nach unten wieder heraus. Auf diese Weise können die Kräfte von 1,6 bis 2,0 kN, die bei einem Sturz des Nachsteigers entstehen können, unter Umständen nicht mehr gehalten werden. Der für eine größere Bremsleistung nötige Seilverlauf im Achter ließe sich theoretisch herstellen, indem das Bremsseil nach oben gehalten würde. Diese Haltung widerspricht jedoch den menschlichen Reflexen in einer solchen Situation und wäre außerdem unter Sturzbelastung kaum zu halten.[3] Aus diesem Grund sollte der Abseilachter nicht verwendet werden um einen Nachsteiger zu sichern.[4][5]
- Die gleiche Situation tritt bei einem Faktor-2-Sturz des Vorsteigers direkt in die Standplatzsicherung auf, da der Vorsteiger hier am Standplatz vorbei nach unten stürzt. Dieser Fall ist wesentlich gefährlicher als der Sturz eines Nachsteigers, da die dabei auftretenden Kräfte deutlich größer sind und ein solcher Sturz mit dem Achter nahezu unmöglich zu bremsen ist.[3]

Die beiden genannten Situationen beim Sichern in Mehrseillängenrouten lassen sich umgehen, indem der Sichernde das Sicherungsseil in eine Zwischensicherung oberhalb des Achters – einen sogenannten Dummy Runner – einhängt, die verhindert, dass der Achter auf Zug nach unten belastet wird. Da dies aber nicht immer möglich ist und das Vergessen dieser zusätzlichen Zwischensicherung eine weitere Gefahrenquelle ergibt, ist der Achter als Sicherungsgerät für Mehrseillängenrouten eher ungeeignet.
Neben diesen Problemen kann der Achter als einziges Sicherungsgerät neben der Halbmastwurfsicherung Krangelbildung bewirken.
Daneben kann auch die Handhabung mit zwei Seilen bei der Verwendung von Halb- oder Zwillingsseilen sehr kraftraubend sein, wodurch ein optimales dynamisches Sichern nicht mehr gewährleistet ist. Auch von dieser Anwendung wird abgeraten.
Aus den genannten Gründen ist der Achter als Sicherungsgerät nur für (fortgeschrittene) Kletterer, die vom Boden aus sichern, eine sinnvolle Option. Trotz der Kritik wird der Achter als Gerät zur Körpersicherung (bei dieser ist das Gerät am Gurt des Kletterers eingehängt) für das Sichern bei Einseillängenrouten von modernen Lehrbüchern insgesamt als geeignet eingestuft.

### Anwendungsfehler
Neben den generellen Problematiken gibt es – wie bei allen Sicherungsgeräten – typische Anwendungsfehler. Beim Achter sind dies:
- Die Bremshand ist beim Bremsen nicht wie gefordert unterhalb des Gerätes. Das Gerät kann dadurch nicht die normale, ohnehin im Vergleich schon geringe Bremskraft entwickeln.[7][6]
- Während des Seileinziehens greift die Bremshand an beide Seilstränge, anstatt am Bremsseil alleine zu verbleiben. Dies bewirkt, dass die Bremshand bei Belastung oben verbleibt und die Bremswirkung entsprechend abnimmt.[6]
- Der Achter verkantet sich auf dem Schnapper des Karabinerhakens und wirkt im Fall einer Belastung als Hebel, der die Verschlusssicherung des Karabiners zerstört. Dadurch kann sich der Karabiner öffnen und sich der Achter aushängen. Diese Gefahr kann gebannt werden, wenn der Achter mit einem Gummiband oder einem Tapestreifen so präpariert wird, dass er keinen Bewegungsspielraum im Karabiner hat.[8] Alternativ kann auch ein Karabiner verwendet werden, der ein Verkanten des Achters an der Verschlusssicherung verhindert. Dies ist beispielsweise beim DMM Belay Master der Fall.
- Der Schraubkarabiner dreht sich in der Anseilschlaufe des Klettergurtes und wird quer belastet. Dadurch entsteht ein erhöhtes Risiko eines Karabinerbruchs. Auch diese Gefahrenquelle kann durch ein quer über den Schraubkarabiner gespanntes Tapeband ausgeschaltet werden, welches ein Drehen des Karabiners in der Anseilschlaufe verhindert. Alternativ können Karabiner mit zusätzlicher Verdrehsicherung verwendet werden. Dabei hält meist ein Drahtschnapper an einem Ende des Karabiners die Anseilschlaufe fest, so dass sich der Karabiner bei Belastung automatisch in die korrekte Längsposition dreht.

Eine große Studie in deutschen Kletterhallen zeigte, dass der Achter mit einer Bedienerfehlerquote von 40 % deutlich schlechter abschneidet als die nächstbesseren Geräte Grigri und Tube mit 28,6 %.